# 张震 (元朝)
张震（13世纪？—1329年），元朝东昌堂邑县（今山东省聊城市东昌府区西北堂邑镇）人，张泰亨之孙，张继祖之子。
张继祖死后，张震年幼，以兄张显祖袭职千户。至元二十四年（1287年），张显祖从征交趾，陷没。张震袭职，授金符、昭信校尉、管军上千户。延祐二年（1315年），加恩为武略将军，进阶武德将军。延祐五年（1318年），升为武节将军、颍州万户府副万户。天历二年（1329年），去世，子张珽袭职。